# Kečiga
Kečiga (znanstveno ime Acipenser ruthenus) je razmeroma majhna riba iz družine jesetrov, ki je razširjena po Evraziji, kjer poseljuje velike reke porečja Črnega in Kaspijskega morja ter reke, ki se izlivajo v vzhodni del Baltika in v Severno Ledeno morje.
Zaradi pretiranega izlova, onesnaženja in pregrajevanja rek je število kečig v Evropi upadlo do te mere, da je kečiga zdaj uvrščena na seznam IUCN kot ranljiva vrsta.

## Opis
Kečiga lahko v dolžino doseže od 100 do 125 cm in lahko tehta do 16 kg. Barva hrbta in bokov je med osebki precej različna, trebuh pa je običajno rumenkasto bele barve. 
Repna plavut je asimetrična. Od drugih jesetrovk se kečiga loči, ker je manjša in ima daljši, raven, včasih rahlo navzgor zasukan gobec. Po bokih in hrbtu ima večje število manjših koščenih ščitov v 5. vrstah. 

## Habitat in obnašanje
Kečigin glavni vir hrane je talno živalstvo, zlasti ličinke žuželk, pa tudi raki in črvi.
Doseže starost od 22 do 25 let. Samci spolno dozorijo med tretjim in sedmim letom, samice pa med četrtim in dvanajstim letom starosti. Drsti se aprila in maja, ribe pa se na drstišča selijo po rečnem toku navzgor. Samica na peščeno dno odloži med 15,000–44,000 iker, najraje v vodo s temperaturo med 12 in 17 °C.
V Sloveniji je bila kečiga včasih relativno pogosta, danes pa je izjemno redka in je uvrščena na Seznam zavarovanih živalskih vrst.

## Prehrana
Kečiga je kot delikatesa izjemno priljubljena v Rusiji, kjer se goji in lovi tudi zaradi iker iz katerih se prideluje kaviar izjemne kakovosti.